# NWA 869
NWA 869 ist ein Steinmeteorit. Bruchstücke davon wurden erstmals 1999 in der algerischen Wüste bei Tindouf entdeckt. Der Meteorit erhielt die Bezeichnung NWA (North-West-Africa) 869. Bislang wurden etwa 1,5 Tonnen des Meteoritenmaterials gefunden. Die einzelnen Bruchstücke haben ein unterschiedliches Erscheinungsbild. So weisen einige Exemplare Anzeichen von Brekziation auf, die in anderen nicht sichtbar sind. 
Der Meteorit stammt aus dem Asteroidengürtel und wird als Chondrit der Klasse L5 (UCLA), auch als L3,9 bis 6 einklassifiziert. Meteoriten dieses Typs waren während ihrer Entstehung hohen Temperaturen von 700–750 °C ausgesetzt, wodurch ihr kristallines Gefüge teilweise umgewandelt wurde.
Chemische Zusammensetzung: 5 bis 10 % Eisen (es wurden in der Literatur keine genaueren Angaben gefunden).